# Claudius Alzner
Claudius Alzner (eigentlich Klaus Alzner; * 16. Januar 1930 in Wien, Österreich; † 1. Februar 2002 in Klosterneuburg, Niederösterreich) war ein österreichischer Orchestermusiker, Bandleader und Filmkomponist.

## Leben
Alzner begann als Mitglied des Orchesters von Johannes Fehring, spielte Piano, wirkte als Arrangeur und Orchesterleiter, der mit Claudius Alzner und seine Solisten (oder dem Orchester Claudius Alzner) zeitweise eine eigene Combo (es erschien u. a. 1967 bis 1980 eine siebzehnteilige Schallplattenreihe Cocktail International) und galt als klassischer Vertreter der Easy-Listening-Musik. Daneben war er Gründer und Leiter des Chris-Westgard-Chores. In der zweiten Hälfte der 1960er Jahre ist er auch als Filmkomponist nachzuweisen. Von 1965 bis 1969 schrieb er die Noten zu einer Reihe eher anspruchsarmer Unterhaltungsstreifen, die ausschließlich von Alzners Landsmann Karl Spiehs produziert wurden. Auch als Udo Westgard komponierte er; er schrieb des Öfteren für Gus Backus und Ted Herold, Arik Brauer und Peter Kraus. Seit den 1980er Jahren ist nichts mehr über Alzners Wirken bekannt.

## Filmografie (komplett)
- 1965: Die Liebesquelle
- 1966: Gern hab ich die Frauen gekillt
- 1967: Heißes Pflaster Köln
- 1967: Mittsommernacht
- 1968: Paradies der flotten Sünder
- 1968: Immer Ärger mit den Paukern
- 1969: Die tolldreisten Geschichten – nach Honoré de Balzac

## Diskografie (Auswahl)
- 1970: Tango, Orchester Claudius Alzner, Elite Special 28181-6
- 1972: Sound of Hawaii, Orchester Claudius Alzner, Elite Special PLPS 30146
- 1974: Tanzen möcht ich – 28 Operetten-Melodien in neuem Gewand, Ex Libris EL 12195
- 1976: Bouzouki, Music For Pleasure 2M046-13274